# Bencao gangmu

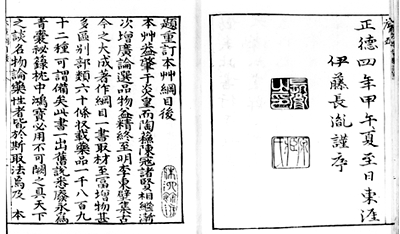
En utgåva av Bencao gangmu från 1593.

Bencao gangmu, den stora farmakopén, utgiven år 1578 i 52 volymer av den kinesiske läkaren och farmakologen Li Shizhen. Farmakopin anses vara det mest kompletta och ingående medicinska verk som skrivits om traditionell kinesisk medicin. Böckerna listar alla växter, djur, mineraler och andra ämnen som ansågs ha medicinska egenskaper. 
Den första versionen av verket färdigställde Li Shizhen 1578, efter att ha läst 800 andra medicinska referensverk och praktiserat medicin under 30 år.
Verket beskriver tusentals örter och innehåller över 10 000 recept. I verket beskrivs också användning och framställning av opium och cannabis samt destillation av vin.